# Issarbe
La station de ski d'Issarbe est une station de ski de fond des Pyrénées dans le département des Pyrénées-Atlantiques en région Nouvelle-Aquitaine. Elle se situe à environ 35 km d'Oloron-Sainte-Marie et à 70 km de Pau.

## Géographie
Elle est implantée sur deux communes, Lanne-en-Barétous et Sainte-Engrâce. Lanne fait partie de la vallée de Barétous, en Béarn, tandis que Sainte-Engrâce se situe en Soule, une des provinces du pays basque. C'est donc une station « basco-béarnaise ».

## Infrastructures
À une altitude de 1450-1500 mètres, elle comporte 9 pistes de ski de fond (31 km de pistes). Outre le ski de fond, on peut y faire des promenades en raquettes ou de la luge.
Restaurant Panoramique "Le Grand tétras"
Afin de garantir le caractère naturel de la station, un plan d'occupation des sols intercommunal a été instauré. Il assure l'inconstructibilité de toute la zone à l'exception d'un secteur restreint où se trouvent le restaurant d'altitude et quelques équipements.